# Calommata simoni
Calommata simoni is een spinnensoort uit de familie van de mijnspinnen (Atypidae). De diersoort komt voor in Zimbabwe.
De wetenschappelijke naam van de soort werd in 1903 gepubliceerd door Reginald Innes Pocock.